# Verran
Verran là một đô thị ở hạt Trøndelag, Na Uy. Đô thị này thuộc vùng Innherad. Trung tâm hành chính của đô thị này là làng Malm. Verran borders Các đô thị Rissa, Steinkjer, Leksvik, Mosvik, Namdalseid, và Inderøy.
Đô thị Mosvik og Verran đã được chia ra vào ngày 1 tháng 1 năm 1901 thành các đô thị Mosvik và Verran. Vào ngày 1 tháng 1 năm 1964, Malm được sáp nhập với Verran để tạo đô thị như hiện nay.